# Star (Automarke)

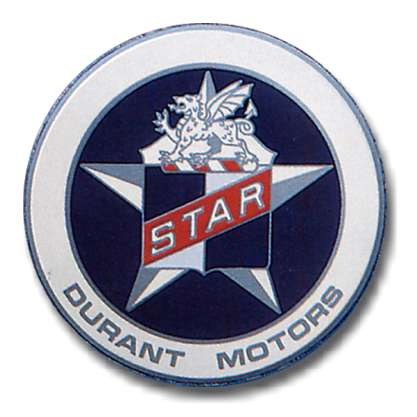
Eines der Logos, das Durant Motors für seine Star-Automobile verwendete

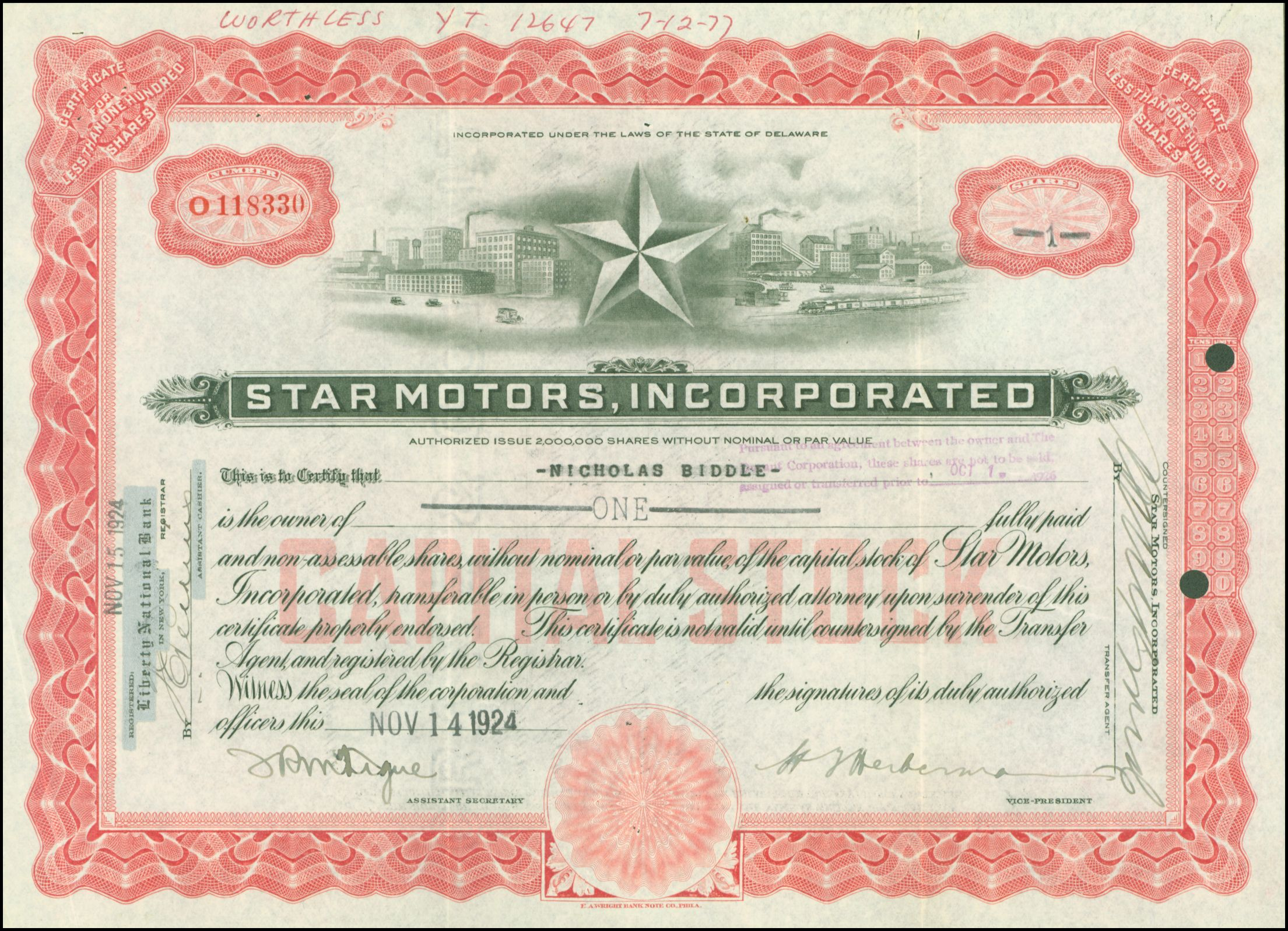
Aktie der Star Motors, Inc. vom 14. November 1924

Star war eine US-amerikanische Automarke. Diese Automobile wurden von Durant Motors in Elizabeth (New Jersey) in den Jahren 1922–1928 gebaut. Man nannte sie auch Star Car. Diese Wagen waren als Wettbewerber zum Ford Modell T gedacht. In Großbritannien und dem Commonwealth mussten die Wagen als Rugby angeboten werden, weil der Markenname Star dort von der Star Motor Company  in Wolverhampton (England) sowohl für Personenwagen wie auch Nutzfahrzeuge geschützt war.

## Fertigung

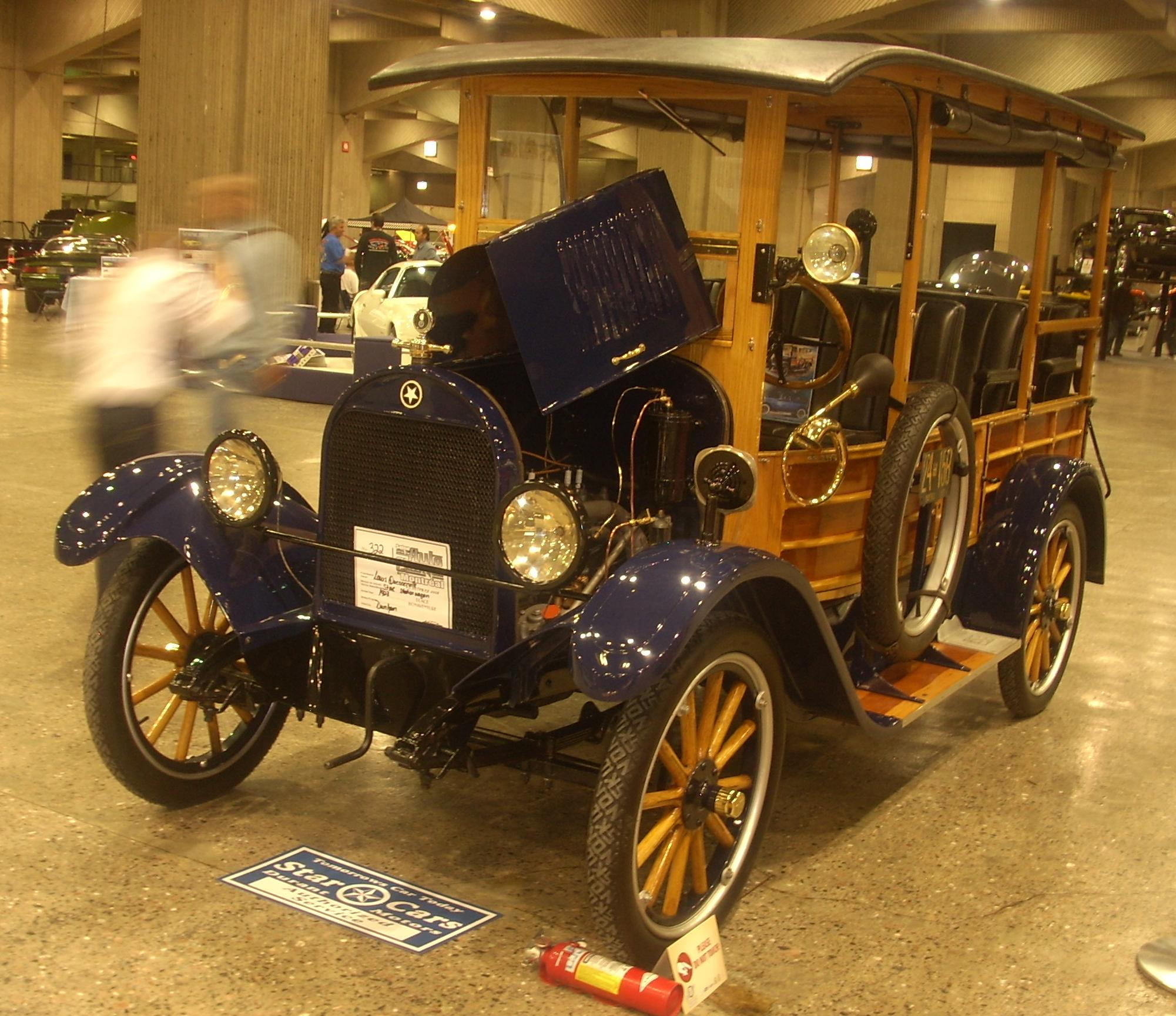
Star Four Kombi (1923)

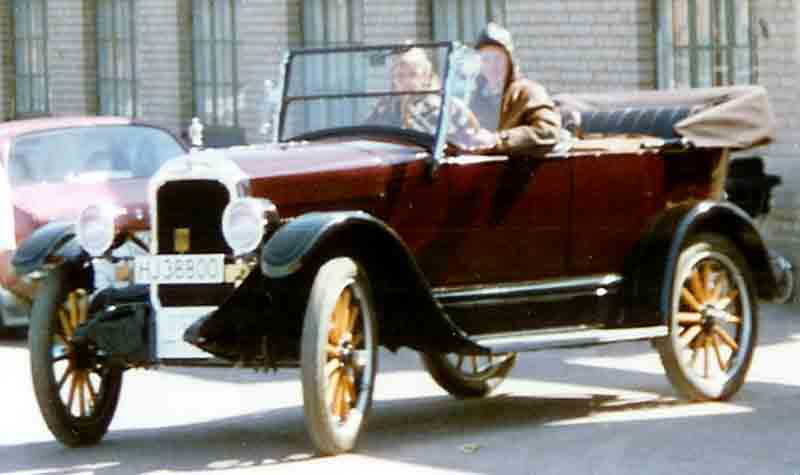
Rugby von 1924

Wie auch andere Produkte von Durant Motors war auch der Star ein konfektioniertes Automobil, das aus Teilen verschiedener Zulieferer gefertigt wurde. Zunächst wurden alle Star mit Reihenvierzylindermotoren angetrieben, ab 1926 kam ein Sechszylinder-Reihenmotor dazu. Die Motoren wurden von Continental zugeliefert (Baureihen W4 für Vierzylinder und 14L für Sechszylinder).
Die Produktion von Star-Automobilen ist für die folgenden Durant-Fabriken bestätigt:
- Elizabeth (New Jersey) (Star and Rugby)
- Lansing (Michigan) (Star and Rugby)
- Long Island City (New York) (Star)
- Oakland (Kalifornien) (Star)
- Leaside, Toronto, Kanada (Star and Rugby)

1923 war Star die erste Automarke, die einen werksgefertigten Kombi anbot und nicht nur Fahrgestelle an Stellmacherbetriebe lieferte, die dann einen „Woody“ nach Kundenwunsch aufbauten. Mit einem Einführungspreis von US$ 610 handelte es sich darüber hinaus um ein günstiges Angebot.
Anfang des Modelljahres 1928 wurde der Star als Durant Star vertrieben und war nur noch mit Vierzylindermotor erhältlich. In der zweiten Hälfte dieses Modelljahres ersetzte der Durant 4 den Star.

## Modelle
| Modell | Bauzeitraum | Zylinder | Leistung       | Radstand | Aufbauten                                                                                    |
| ------ | ----------- | -------- | -------------- | -------- | -------------------------------------------------------------------------------------------- |
| Four   | 1922–1923   | 4 Reihe  | 35 bhp (26 kW) | 2591 mm  | Runabout 2 Sitze, Roadster 2 Sitze, Tourenwagen 5 Sitze, Coupé 2 Türen, Limousine 4 Türen    |
| F      | 1924        | 4 Reihe  | 35 bhp (26 kW) | 2591 mm  | Roadster 2 Sitze, Tourenwagen 5 Sitze, Coupé 2 Türen, Limousine 4 Türen                      |
| F-25   | 1925        | 4 Reihe  | 35 bhp (26 kW) | 2591 mm  | Roadster 2 Sitze, Tourenwagen 5 Sitze, Coupé 2 Türen, Limousine 4 Türen                      |
| Four   | 1926–1928   | 4 Reihe  | 30 bhp (22 kW) | 2591 mm  | Roadster 2 Sitze, Tourenwagen 5 Sitze, Coupé 2 Türen, Limousine 2/4 Türen                    |
| Six    | 1926–1927   | 6 Reihe  | 40 bhp (29 kW) | 2718 mm  | Roadster 2 Sitze, Tourenwagen 5 Sitze, Coupé 2 Türen, Limousine 2/4 Türen, Landaulet 4 Türen |

## Nutzfahrzeuge
Abgeleitet von den Personenwagen bot Star leichte Nutzfahrzeuge an. Auf dem Fahrgestell des Modell C mit dem gleichen Continental
Typ W4 wurden 1922 ein „Delivery“ (Van; geschlossener Lieferwagen) ohne vordere Türen sowie ein Station Wagen geführt, der erste im regulären Programm eines US-Anbieters. Solche Kombis wurden zu dieser Zeit als Nutzfahrzeuge angesehen. 1923 wurde der Van „Closed Delivery“ genannt um ihn vom neuen „Open Delivery“ zu unterscheiden. „Offen“ bezog sich dabei auf die fehlenden Seitenwände hinter der Seitenscheibe. Das Dach wurde wie beim Van bis zum Heck geführt. Der Nutzwert entsprach etwa dem eines Pickup mit Plane, für schlechtes Wetter wurde wohl ein textiler Wetterschutz mitgeführt. Der Aufbau ließ sich zudem einfach erweitern, z. B. zu einem Marktfahrzeug. Das Chassis des Modell C war nun auch einzeln erhältlich. In der Preisklasse des Star war es wohl nur als Basis für Nutzfahrzeuge interessant. Leider fehlen Angaben für 1924. Größe und Preis machten das Auto ideal für Auslieferungen in städtischem Gebiet.
Von 1924 bis 1926 gab es eine Version „CC“ für schwerere Lasten. Auch hier fehlen detaillierte Angaben. Es kann jedoch als wahrscheinlich angesehen werden, dass der gleiche Motor in ein verstärktes und wohl auch verlängertes Chassis eingebaut wurden und dass Fahrzeuge mit mehr als einer Tonne Nutzlast entstanden sind.
Vom „New Star“ Modell F sind keine Angaben über ein Nutzfahrzeugprogramm verfügbar, es wurde jedoch ein „Commercial Chassis“ angeboten.
Der Kleinlaster Modell L war die Nutzfahrzeugvariante des Modells R.
Einige wenige Durant-Leichttransporter wurden 1928 als Rugby in den USA verkauft.